# Манцер, Роберт
Роберт Манцер (нем. Robert Manzer; 14 января 1877, Дечин — 19 января 1942, Зальцбург) — чешский дирижёр и скрипач немецкого происхождения.
Внук музыкального педагога и композитора Йозефа Диониса Манцера (1808—1882), с 1850 г. профессора церковной музыки в учительской семинарии в Литомержице.
В детские годы пел в хоре мальчиков в Дрездене. Окончил Пражскую консерваторию (1897), ученик Отакара Шевчика (скрипка) и Антонина Дворжака (композиция).
В 1906—1910 гг. дирижировал военным оркестром 42-го пехотного полка австро-венгерской армии в Кёниггреце. Затем в 1910—1941 гг. главный дирижёр Карлсбадского курортного оркестра. Организовал сложную работу коллектива, вынужденного выступать как с вечерними концертами, так и с дневными развлекательными музыкальными программами, довёл его численность до 60 музыкантов. В 1929 г. основал Карлсбадское Брукнеровское общество. На протяжении всей карьеры, в том числе и в годы немецкой оккупации, включал в программы выступлений произведения чешских композиторов, а прощальный концерт составил из произведений Дворжака. За годы руководства Манцера в качестве приглашённых дирижёров с его оркестром выступали Рихард Штраус (1926), Феликс Вайнгартнер, Фриц Буш, в качестве солистов — Вальтер Гизекинг, Альфредо Казелла, Энрико Майнарди, Ваша Пржигода. Манцер руководил также женским хором, а затем и другими составами в рамках Судетского певческого союза. Организовал струнный квартет, в составе которого играл на альте. В 1914 г. гастролировал в Вене с Венским Тонкюнстлер-оркестром, исполнив программу из произведений Рихарда Штрауса.
Жена — Марта Манцер (1887—?), певица (сопрано), ученица Лилли Леман и Яна Решке.